# Ostraca d'Arad
Les ostraca d'Arad  sont des ostraca découverts sur le site archéologique d'Arad dans le nord du Néguev en Israël. Lors des fouilles du tel par Yohanan Aharoni en 1962-1967, 1974 et 1976, on a retrouvé 131 ostraca en hébreu datant du Xe – VIe siècle av. J.-C., 85 en araméen datant du Ve – IVe siècle av. J.-C., 2 en grec datant du Ier – IIe siècle et 5 en arabe datant du VIIe – IXe siècle. La plupart de ces ostraca sont très fragmentaires et leur signification est difficile à établir. 
Les ostraca hébreux proviennent des niveaux archéologiques VI à XI (Xe – VIe siècle av. J.-C.). Ils sont écrits sur des tessons de poteries en alphabet paléo-hébraïque à l'encre noire de carbone. Les documents semblent être des lettres écrites au gouverneur d'Arad et contiennent des informations militaires, administratives ou logistiques à propos du ravitaillement et de la collecte de taxes. Les archéologues disposant de peu de données épigraphiques de l'Israël antique pour la période pré-exilique, ces ostraca sont considérés comme importants, même s'ils sont fragmentaires et difficiles à interpréter. Seuls 15 des ostraca sont complets, et 20 ne présentent qu'une seule lettre. Les ostraca provenant des niveaux les plus anciens (Arad XI et X) sont rares et quasiment illisibles. 
La lecture des ostraca d'Arad a permis de confirmer certains points de l'orthographe et de la syntaxe de l'hébreu pré-exilique, notamment l'emploi des matres lectionis pour les voyelles médianes longues î et û (yod pour le î et vav pour le û). Les documents sont écrits dans un dialecte judéen qui ne contracte généralement pas les diphtongues. 
Plusieurs lettres (ostraca 1 à 18) sont de courts messages adressées à un certain Eliashiv fils d'Eshiyahu mais dont on ne connait pas la fonction exacte. Il s'agit peut-être du commandant de la forteresse. Il existe aussi trois sceaux portant son nom. Plusieurs documents indiquent de donner des vivres (farine, huile, vin) à des personnes désignées sous le nom de Kittim, probablement des mercenaires chypriotes ou grecs dont le nombre peut être estimé à environ 25 compte tenu de la taille des rations accordées. Deux ostraca proviennent peut-être de la cour royale de Jérusalem. L'ostracon 24 indique la crainte d'une avance des Édomites dans le Néguev, contre la ville de Ramat-Neguev (probablement Tel Ira). Il demande d'envoyer des soldats des petites forteresses d'Arad de Qinah (probablement Horvat Uza) au secours de la ville. Il témoigne du danger que représente Édom pour le royaume de Juda vers 600. L'ostracon 88 annonce le couronnement d'un roi ('ny mlkty bk[l]), peut-être le roi Joachaz ou le roi Joachin, et il mentionne la roi d’Égypte (mlk mṣrym). Ces deux ostraca datent des derniers mois de la forteresse avant sa destruction.
Beaucoup d'ostraca sont des listes de noms accompagnés ou non de symboles ou de chiffres. Huit ne portent qu'un seul nom. Deux inscriptions sur de petits ustensiles portent la mention qš, signifiant probablement qdš « saint » et était, semble-t-il, utilisés dans le sanctuaire d'Arad. L'ostracon 18 mentionne d'ailleurs à la ligne 9 la « maison de Yhwh » (byt yhwh), probablement le temple local de YHWH. Deux textes sont des exercices d'écoliers : un abécédaire et l'écriture répétée du nom « Arad ». Neuf sceaux royaux du VIIIe siècle av. J.-C., des sceaux LMLK ont été retrouvés. Ils portent le nom des villes de Sokho (lmlk šwkh) et Hébron (lmlk ḥbrn). Treize poids du VIIe siècle av. J.-C. ont aussi été découverts : deux pym, un demi-šeqel, trois 2-šeqel et quatre 8-šeqel.
Un article de mars 2016 par Shira Faigenbaum-Golovina et al. (dont Israel Finkelstein) fondé sur l'analyse d'ostraca découverts à Arad tend à montrer que le haut degré d'alphabétisation dans l'administration du royaume de Juda à la fin du VIIe siècle av. J.-C. fournissait un cadre possible à la compilation de textes bibliques comme les livres historiques, de celui de Josué à ceux des Rois.